# Jean-François Lecomte
 (mai 2024).
Si vous disposez d'ouvrages ou d'articles de référence ou si vous connaissez des sites web de qualité traitant du thème abordé ici, merci de compléter l'article en donnant les références utiles à sa vérifiabilité et en les liant à la section « Notes et références ».
Jean-François Lecomte est, actuellement, l'entraîneur des gardiennes du RSC Anderlecht. 
Auparavant, il a été l'entraîneur des gardiennes du Standard de Liège et des gardiens de l'équipe première du Standard de Liège. Au Standard de Liège, il a été aussi responsable technique des gardiens à l'Académie Robert-Louis Dreyfus. Il a eu, plus particulièrement, en charge les 15-21 ans.

## Biographie
Jean-François Lecomte a été gardien de but en D1 au RFC Liège, à Saint-Trond VV, au Sporting de Charleroi, à la RAA La Louvière. Il a aussi joué au RCS Verviers et à La Calamine.